# Hoogspanningslijn Maasbracht-Eindhoven
De hoogspanningslijn Maasbracht-Eindhoven (oost), is een hoogspanningsleiding tussen Maasbracht en Eindhoven, Eindhoven-Oost.  De Clauscentrale is in Maasbracht aangesloten. De bedrijfsspanning van de lijn bedraagt 380 kV en het vermogen is 2 × 1645 MVA. De lijn is 48,7 kilometer lang en een onderdeel van het landelijke hoogspanningsnet. Volgens oude netkaarten werd de lijn omstreeks 1969-1970 aangelegd.

## Lijsten
- Lijst van onderstations in het extrahoogspanningsnet van de Benelux-landen

Aarle Rixtel-Helmond Oost  .
Boxmeer-Dodewaard   · 
Geertruidenberg-Eindhoven · 
Geertruidenberg-Krimpen  .  
Maasbracht-Boekend  · 
Maasbracht-Boxmeer  .
Maasbracht-Dodewaard  · 
Maasbracht-Eindhoven  ·  
Oss-Uden  .
Uden-Aarle Rixtel  .